# سرخس انگوری کوهی
سرخس انگوری کوهی (نام علمی: Botrychium montanum) نام یک گونه از سرده سرخس انگوری است.